# ميشال جانوتا
ميشال جانوتا (بالبولندية: Michał Janota)‏ لاعب كرة قدم بولندي مولود في 29 يوليو 1990 لعب سابقاً في نادي الفتح السعودي.

## روابط خارجية
- ميشال جانوتا على موقع قاعدة بيانات كرة القدم.إي يو (الإنجليزية)
- ميشال جانوتا على موقع Soccerway.com (الإنجليزية)
- ميشال جانوتا على موقع عالم كرة القدم.نت (الإنجليزية)